# کارل توماس (خواننده)
کارل توماس (انگلیسی: Carl Thomas؛ زادهٔ ۱۵ ژوئن ۱۹۷۲) یک موسیقی‌دان اهل ایالات متحده آمریکا است.